# Cauna
Cauna är en kommun i departementet Landes i regionen Nouvelle-Aquitaine i sydvästra Frankrike. Kommunen ligger i kantonen Saint-Sever som tillhör arrondissementet Mont-de-Marsan. År 2022 hade Cauna 423 invånare.

## Befolkningsutveckling
Antalet invånare i kommunen Cauna
Referens:INSEE